# Adoration eucharistique

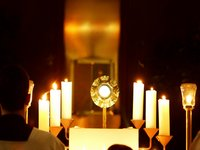
Un fidèle en adoration devant le Saint-Sacrement.

L'adoration eucharistique est une attitude de prière devant l'Eucharistie au sein de l'Église catholique et au sein de l'anglicanisme de tendance anglo-catholique. Selon la doctrine de l'Église catholique, le corps du Christ est réellement présent dans l'hostie consacrée. Lors de l'adoration eucharistique, celui-ci est exposé et adoré par les fidèles.
L'adoration peut se pratiquer à différents moments, et notamment lors de la prière eucharistique à chaque fois que la messe est célébrée. Il existe aussi des rites liturgiques propres pour l'adoration publique : le salut du Saint-Sacrement ou la procession de la Fête-Dieu. L'hostie consacrée est alors placée dans un ostensoir.
Dans certains lieux se déroule une « adoration perpétuelle », c'est-à-dire que le Saint-Sacrement est exposé en permanence, tandis que les fidèles laïques ou religieux se relaient auprès de lui. Certains ordres religieux ont été fondés pour promouvoir cette pratique, qui est considérée comme un prolongement de la messe.

## Historique

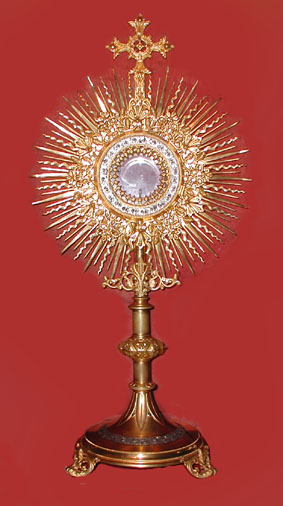
Un ostensoir. La partie centrale est destinée à recevoir l'hostie consacrée, glissée dans une boîte transparente, la lunule.

### L'apparition des réserves eucharistiques

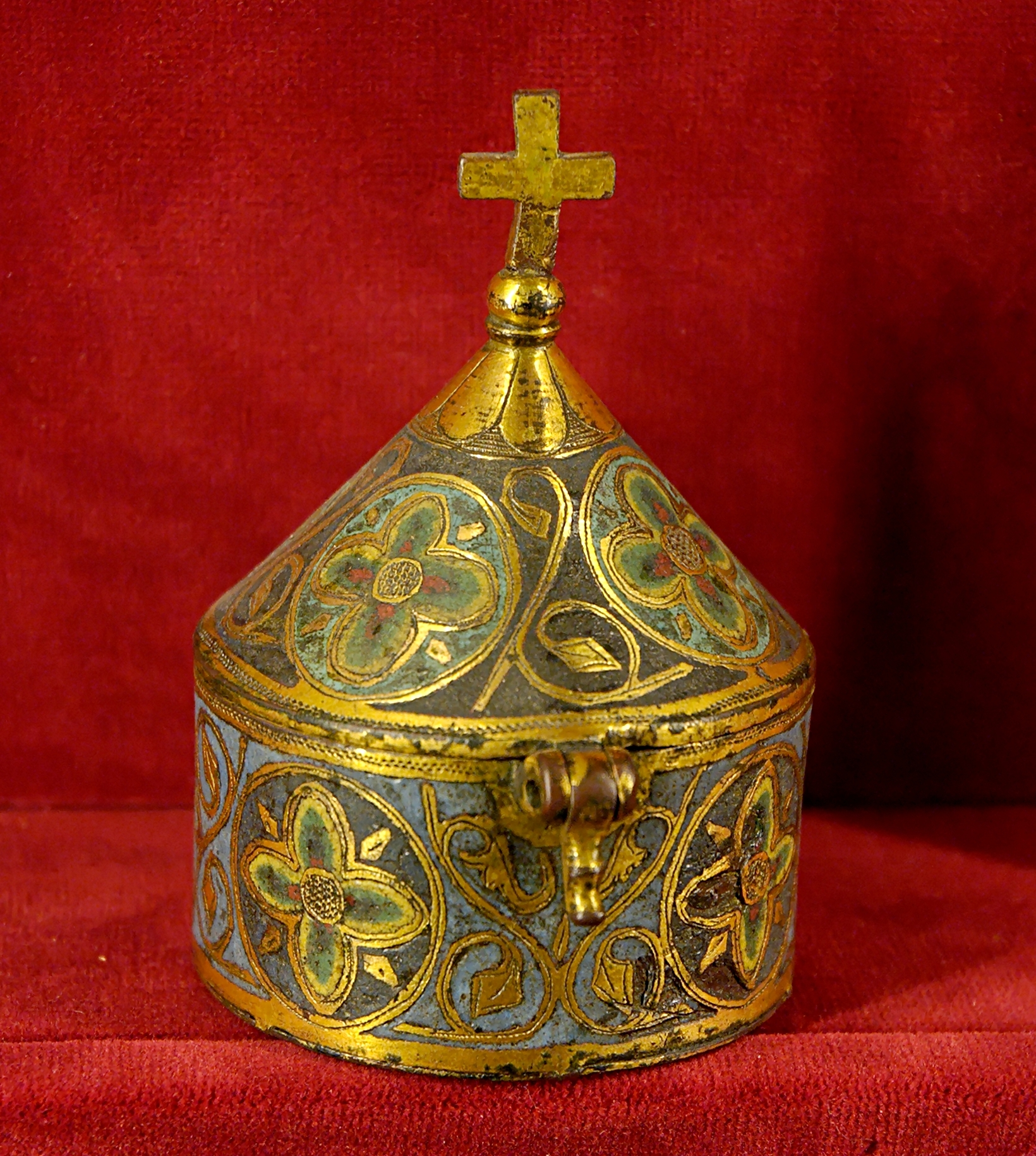
Une pyxide du XIIIe siècle.

La reconnaissance de la présence réelle du Christ dans le pain consacré et la constitution de réserves eucharistiques remontent aux origines de l'Église. On pouvait ainsi apporter la communion aux malades, les évêques manifestaient leur unité en consommant le pain consacré par leurs confrères (coutume appelée fermentum) et les anachorètes conservaient le pain consacré dans leur cellule. À partir du premier concile de Nicée, l'usage de la réserve eucharistique se répand aux monastères et aux églises : divers types de réceptacles seront utilisés (en forme de colombe, de tour, de boîte) ; ils seront placés en différents endroits : suspendus au-dessus de l'autel, placés au-dessous, dans une armoire latérale, une sacristie... avant que l'utilisation du tabernacle ne s'uniformise au moment de la Contre-Réforme.
Dès l'origine, les textes montrent que les espèces consacrées sont l'objet d'attentions spécifiques. Ainsi dans les écrits d'Hippolyte de Rome, il est demandé de faire preuve d'une vénération particulière pour le Sacrement.

### Institution de la Fête-Dieu

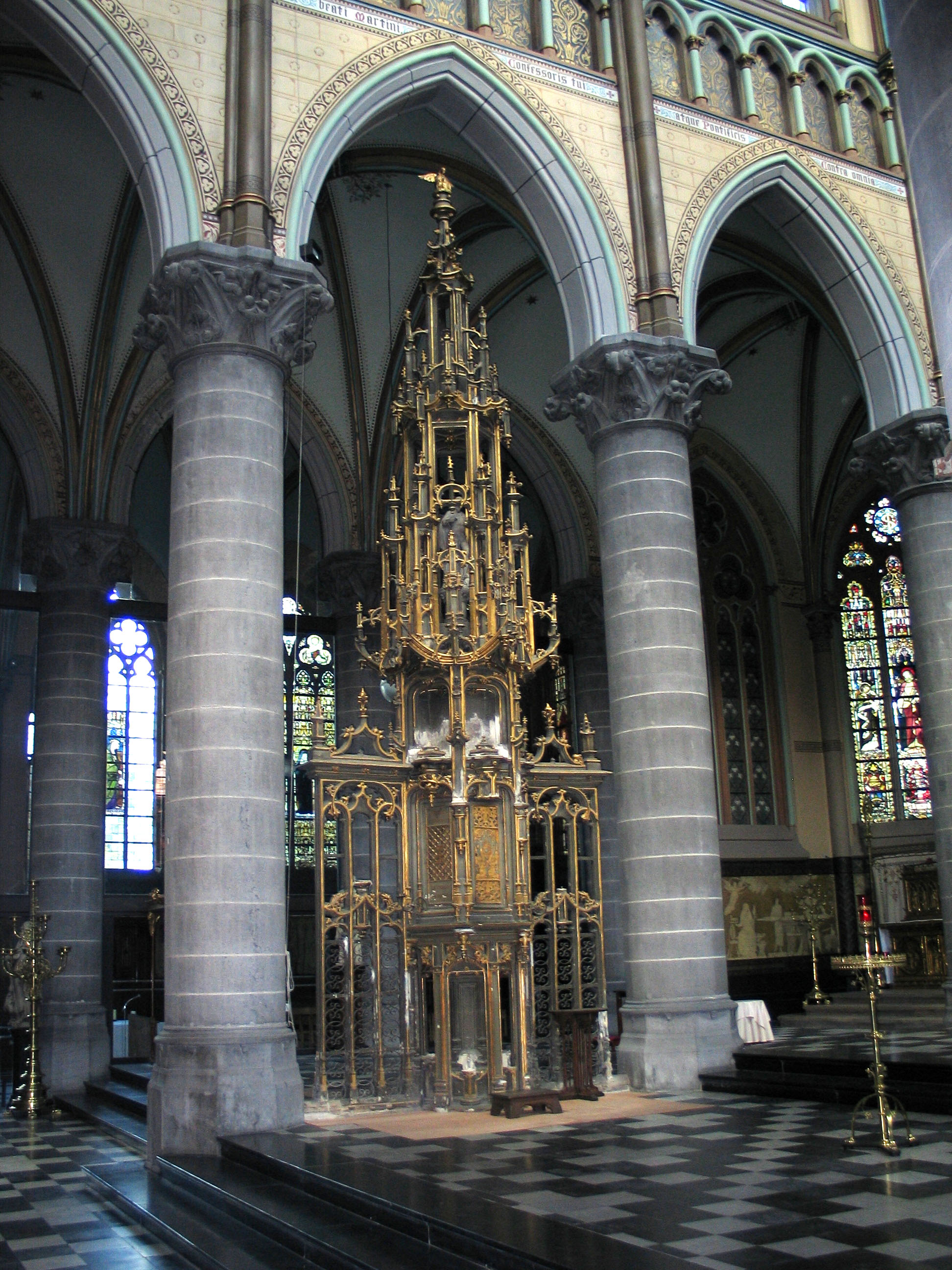
L'apparition des édicules eucharistiques (ici à Saint-Martin de Courtrai) témoigne du développement de l'adoration eucharistique.

Une des causes du développement de la dévotion au Saint-Sacrement serait le débat théologique consécutif à l'hérésie de Bérenger de Tours qui niait la présence réelle du Christ dans l'Eucharistie au XIe siècle. À partir de Grégoire VII, les papes explicitent la doctrine de la transsubstantiation. 
Le 11 septembre 1226 à Avignon, le roi Louis VIII de France demanda que le Saint-Sacrement fût exposé en chapelle pour célébrer et rendre grâce pour la victoire sur les Cathares. Devant l'afflux de fidèles, l'évêque décide de poursuivre l'adoration nuit et jour. L'initiative, confirmée par la papauté, se poursuit jusqu'en 1792.
Au cours du XIIIe siècle plusieurs figures de la chrétienté vont montrer une importante dévotion eucharistique, comme François et Claire d'Assise ou Thomas d'Aquin. En 1264, par la bulle Transiturus de hoc mundo, le pape Urbain IV étend à l'Église universelle la Fête-Dieu, solennité liturgique déjà célébrée dans la Principauté de Liège à l'instigation des mystiques liégeoises Julienne de Cornillon et Ève de Saint-Martin.
À partir du XIVe siècle, se répand dans les églises, depuis le nord de l'Europe, un élément architectural pleinement détaché, l'édicule eucharistique qui permet une sorte d’exposition permanente du Saint Sacrement devant les fidèles. C'est une construction monumentale en forme de tour au sommet de laquelle est exposée l’hostie consacrée, placée dans un vase transparent.

### Évolution de la dévotion

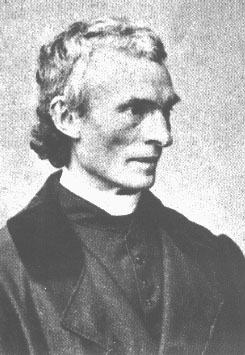
Pierre Julien Eymard.

En réaction aux doctrines protestantes sur l'Eucharistie, le concile de Trente réaffirme solennellement la doctrine de la « Présence réelle ». Il souligne que le Christ est entièrement présent sous chacune des deux espèces. Le concile peut alors confirmer et promouvoir le culte de lâtrie rendu au Saint-Sacrement.
La dévotion des Quarante-Heures, qui est une forme d'adoration continue, apparaît dans le diocèse de Milan au XVIe siècle. Elle est étendue en 1592 par Clément VIII au monde entier, par la constitution Graves et diuturnae. Elle est entièrement codifiée en 1731 et se répand progressivement dans toute l'Église. Des ordres cloîtrés apparaissent qui incluent dans leur règle l'adoration perpétuelle, voire font vœu solennel de la pratiquer.
Après quelques initiatives ponctuelles, l'adoration permanente pour les fidèles laïques prend son essor au XIXe siècle, avec la fondation des premières associations et sociétés. Ainsi après la mise en place de l'adoration eucharistique de nuit à Tours en 1849 à l'instigation de Léon Dupont, cette pratique se répand dans toute la France. Une autre figure joue un rôle important dans le développement de la dévotion eucharistique : Pierre-Julien Eymard, fondateur d'ordres religieux centrés sur l'adoration du Saint-Sacrement. 
Le pape Léon XIII accompagne la mise en place du congrès eucharistique international à partir de 1881, dont l'objectif est de lutter contre l'ignorance et l'indifférence religieuse par la promotion du renouvellement de la foi en la présence réelle. Ce pape publie également en 1902 l'encyclique Mirae Caritatis consacrée à la doctrine eucharistique. Au XXe siècle, les congrès eucharistiques prendront une dimension de plus en plus internationale et missionnaire.
Malgré la réaffirmation de la foi de l'Église concernant l'Eucharistie par le concile Vatican II et le pape Paul VI dans son encyclique Mysterium fidei de 1965 ou dans son Credo de 1968, les formes de piété eucharistique et notamment l'adoration connaissent une relative désaffection dans les années 1970. Elles sont progressivement remises à l'honneur. Ce renouveau a été encouragé par les papes Jean-Paul II et Benoît XVI qui ont dénoncé l'appauvrissement extrême de la compréhension du mystère eucharistique qui a « parfois contaminé le renouveau liturgique post-conciliaire ».

## Les pratiques

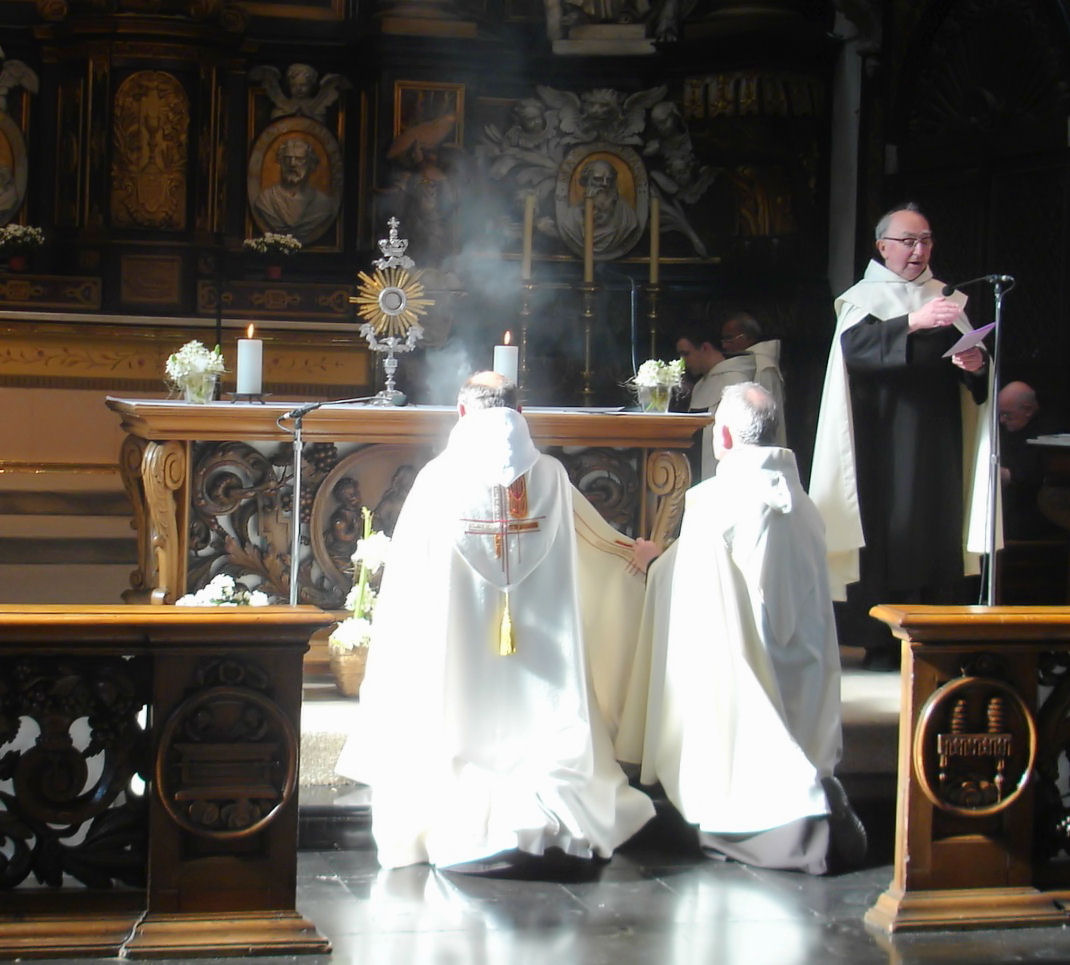
Le rite de l'encensement lors d'un salut du Saint-Sacrement.

Certains gestes et rites particuliers se retrouvent dans la plupart des cérémonies d'adoration. Ainsi la génuflexion est l'un des signes de l'adoration eucharistique. L'encens symbolise la prière des fidèles qui monte vers le ciel. Les cierges placés de part et d'autre de l'ostensoir manifestent que pour les croyants, le Christ est la « lumière du monde ». 
Quelques prières et hymnes dédiées à l'Eucharistie sont particulièrement employées pour accompagner l'adoration.

### Adoration au cours de la messe
La messe elle-même est le plus grand acte d'adoration de l'Église. La partie la plus importante est la prière eucharistique, au cours de laquelle, avec les paroles de consécration, se produit la transsubstantiation. Il est en outre recommandé aux fidèles de se maintenir en prière d'action de grâce soit juste après la communion, soit après la fin de la messe, pour remercier Dieu de s'être donné à eux en personne. 
Les autres formes d'adoration eucharistique sont toujours à comprendre en liaison avec la messe et le sacrement de l'Eucharistie : l'adoration eucharistique n'est en effet rien d'autre que le développement explicite de la célébration eucharistique.

### Adoration publique

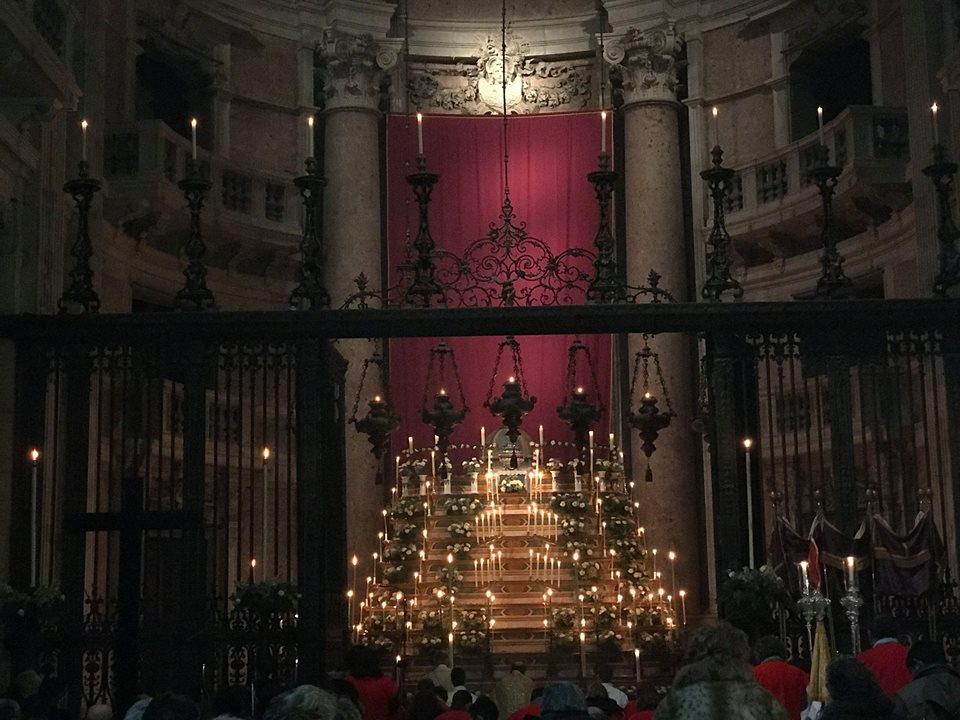
Adoration eucharistique à la basilique de Mafra, le Jeudi saint – Royale et vénérable confrérie du très saint sacrement de Mafra.

L'office du Jeudi saint prévoit une veillée d'adoration dans la continuité de la messe. Le Saint-Sacrement est amené en procession dans un lieu appelé « reposoir ». La tradition est de suivre la procession avec des cierges allumés. Une veillée silencieuse devant le Saint-Sacrement se poursuit jusqu'à minuit, en mémoire de la veillée de prière du Christ à Gethsémani. Dans l'église, les ornements sont ôtés, les cloches restent silencieuses, les tabernacles restent ouverts et vides jusqu'à la célébration de la vigile pascale.

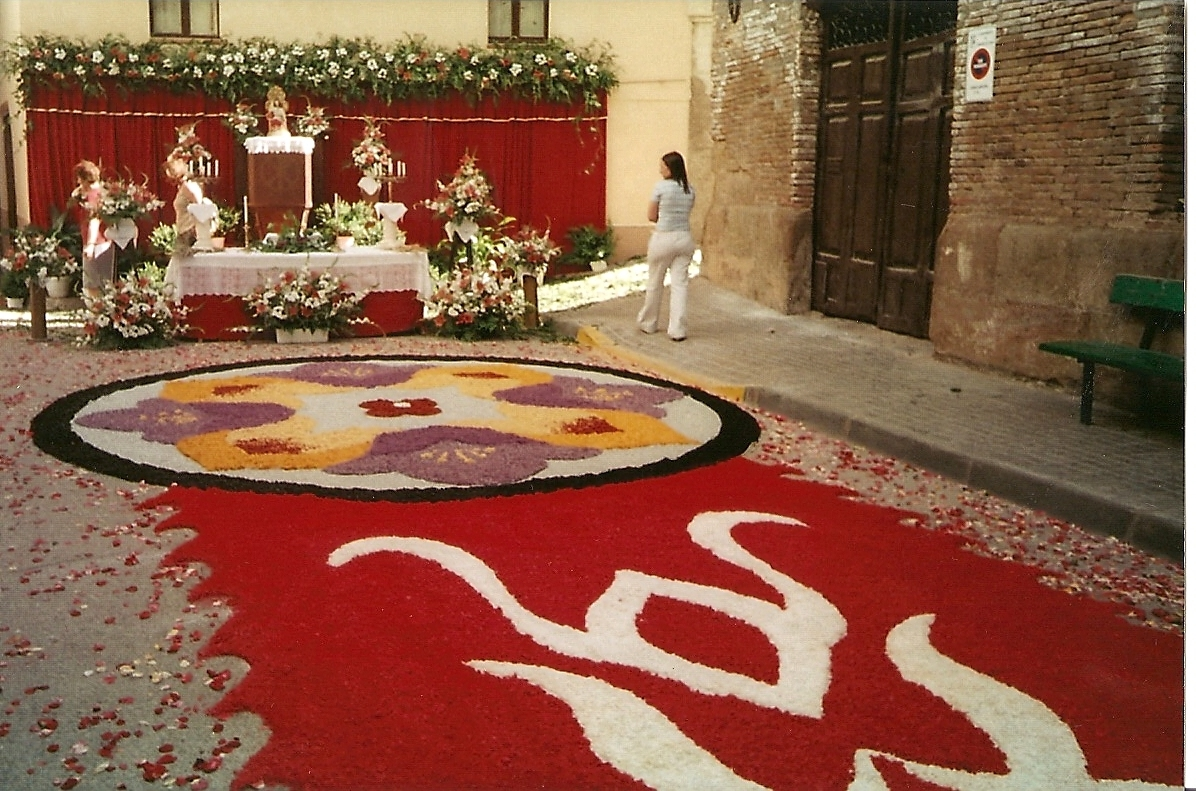
Tapis floral et reposoir dans un village d'Aragon.

Un office liturgique spécifique, le salut du Saint-Sacrement, permet l'adoration de l'hostie déjà consacrée. Celle-ci est d'abord exposée, c'est-à-dire placée dans un ostensoir posé sur l'autel par le prêtre qui préside. Ce dernier est en général vêtu d'une chape recouverte d'un voile huméral à l'aide duquel il manipule le Saint-Sacrement. Le Saint-Sacrement est ensuite encensé, puis, après une prière, vient un temps d'adoration silencieuse. Les fidèles sont enfin bénis par Jésus-hostie quand le prêtre trace un large signe de croix au-dessus d'eux avec l'ostensoir.  
Lors de la Fête-Dieu (dont le nom officiel est « Solennité du corps et du sang du Christ »), est particulièrement commémorée l'institution du sacrement de l'Eucharistie. Dans certains pays, le Saint-Sacrement est amené en procession solennelle à travers la ville, parfois avec la participation des autorités civiles. Pendant le parcours, l'ostensoir est placé sous un dais ou un ombrellino. Pour rendre le cortège plus solennel, peuvent être prévues des bannières de procession, des tapis de fleurs le long du chemin, voire quelquefois des arcs de triomphe floraux. Le Saint-Sacrement est amené jusqu'à son reposoir où ont lieu l'office du salut et de la bénédiction.

### Les relais d'adorateurs
Les Quarante-Heures constituent la première officialisation d'une « chaîne ininterrompue de prière » devant le Saint-Sacrement. Une messe d'exposition et une messe de déposition du Saint-Sacrement en marquent le début et la fin. Dans l'intervalle, les fidèles se relaient devant le Saint-Sacrement qui reste exposé sur le maître-autel. Il est requis que deux personnes au moins soient présentes à tout moment. Le déroulement prévoit souvent également un relais entre différentes églises, le Saint-Sacrement étant déposé dans l'une au moment où il est exposé dans l'autre. La pratique est renouvelée avec une certaine fréquence, par exemple une fois par trimestre.
Le terme d'« adoration perpétuelle » est normalement réservé à une chaîne d'adoration véritablement ininterrompue, ni dans le cours de la journée (comprenant notamment l'adoration nocturne), ni dans le cours de l'année. Elle est pratiquée par certaines communautés religieuses, mais également par des paroisses dans lesquelles des fidèles laïcs s'engagent à être présents pour adorer le Saint-Sacrement, en général une heure par semaine à un créneau horaire dont la responsabilité leur est attribuée. Une chapelle est alors spécialement dédiée à cette pratique.
Dans plusieurs cas, une forme d'adoration plus restreinte dans le temps est mise en place : on parle alors plutôt d'« adoration prolongée », même si le terme d'« adoration perpétuelle » est parfois utilisé pour manifester que les différents lieux d'adoration dans le monde forment une seule et même adoration continue.

### Les rassemblements et congrès

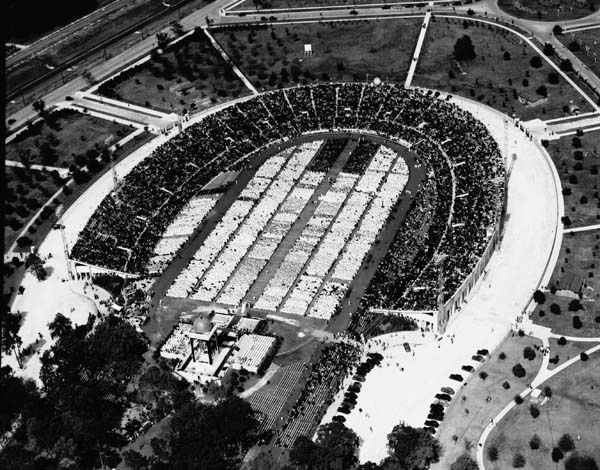
Le congrès eucharistique de 1938 : rassemblement de fidèles au City Park Stadium de La Nouvelle-Orléans.

Depuis la fin du XIXe siècle, les congrès eucharistiques nationaux ou internationaux donnent l'occasion aux fidèles laïcs ou religieux de porter témoignage de la foi en la présence réelle du Christ dans l'Eucharistie. Ces rassemblements proposent un renforcement de la catéchèse sur ce thème, de grandes messes en plein air et diverses pratiques de dévotion, dont la principale est l'adoration eucharistique.
L'adoration peut aussi être employée pour préparer ou accompagner le déroulement d'autres grands rassemblements. Ainsi pour préparer les Journées mondiales de la jeunesse 2008 à Sydney, les paroisses et les établissements scolaires catholiques ont été encouragés à proposer une catéchèse renforcée et une heure hebdomadaire d'adoration (the Holy Hour of Power).

## Le sens de l'adoration pour l'Église catholique
Pour les catholiques, l'adoration est aussi appelée culte de lâtrie ; c'est la forme de culte la plus élevée, qui s'adresse directement au Dieu trinitaire. Elle se distingue de l'hyperdulie consacrée à la Vierge Marie, la dulie concernant les saints ou l'iconodulie qui se rapporte aux images religieuses et aux icônes. 

### S'unir à l'amour trinitaire par le Christ

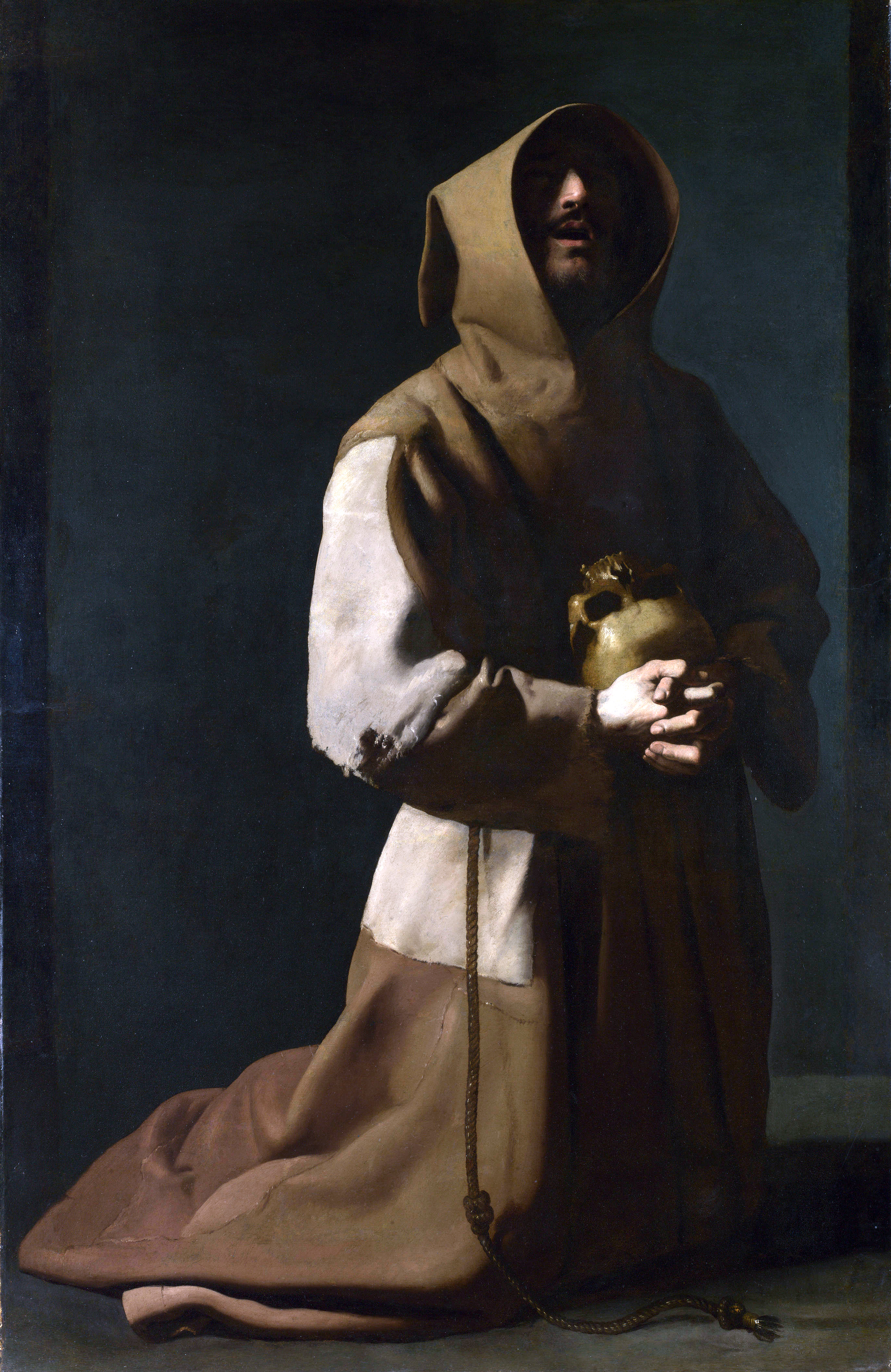
Saint-François en extase, par Francisco de Zurbarán.

L'objectif commun de la célébration et de l'adoration de l'Eucharistie est de permettre au fidèle de s'approcher de l'amour de Dieu et d'y adhérer personnellement pour tendre à s'unir avec le Christ, entrant ainsi dans la dynamique de l'amour trinitaire. L'adoration eucharistique en dehors de la messe prolonge et intensifie ce qui est réalisé durant la célébration liturgique elle-même. Elle vise plus particulièrement à entretenir une relation d'intime amitié avec le Christ. Voici par exemple la description qu'en donne Pierre-Julien Eymard :
« L'adoration eucharistique a pour objet la divine personne de notre Seigneur Jésus-Christ présent au Très Saint-Sacrement. Il y est vivant, il veut que nous lui parlions, il nous parlera. [...] Et ce colloque, qui s’établit entre l’âme et notre Seigneur, c’est la vraie méditation eucharistique, c’est l’adoration. [...] Heureuse l’âme qui sait trouver Jésus en l’Eucharistie, et en l’Eucharistie toutes choses... »
Benoît XVI, s'appuyant sur l'étymologie des mots grec (προσκύνησις / proskúnêsis, « prosternation, adoration ») et latin (adoratio) désignant l'adoration, y voit simultanément une attitude de soumission et d'union au Christ, l'ami divin. C'est un geste de soumission, « la reconnaissance de Dieu comme notre vraie mesure, dont nous acceptons de suivre la règle, [...] même si, dans un premier temps, notre soif de liberté résiste à une telle perspective. » Et pourtant cette « soumission devient union, parce que celui auquel nous nous soumettons est Amour ». Ainsi, loin d'aliéner la liberté de l'homme ou de lui imposer des choses étrangères, elle « [le] libère à partir du plus profond de [son] être... ». 
Dans sa démarche, l'adoration est parfois opposée à une autre pratique de dévotion, l'oraison silencieuse. Alors que cette dernière  conduit à rechercher Dieu au plus intime de soi, l'adoration eucharistique est basée sur un face-à-face. Pourtant, par leurs effets, les deux pratiques se rejoignent, puisque l'adoration vise elle aussi l'union avec Dieu : « Dieu n'est plus seulement en face de nous, comme le Totalement Autre. Il est au-dedans de nous, et nous sommes en Lui ». 
La théologie du corps, corpus catéchétique développé par le pape Jean-Paul II, montre que le don de soi dans le couple est un autre lieu de participation à l'amour trinitaire. Il déclare ainsi que le rapport sexuel entre les époux chrétiens est comparable à l'adoration eucharistique[réf. nécessaire]. 

### L'Adoration dans la vie de l'Église

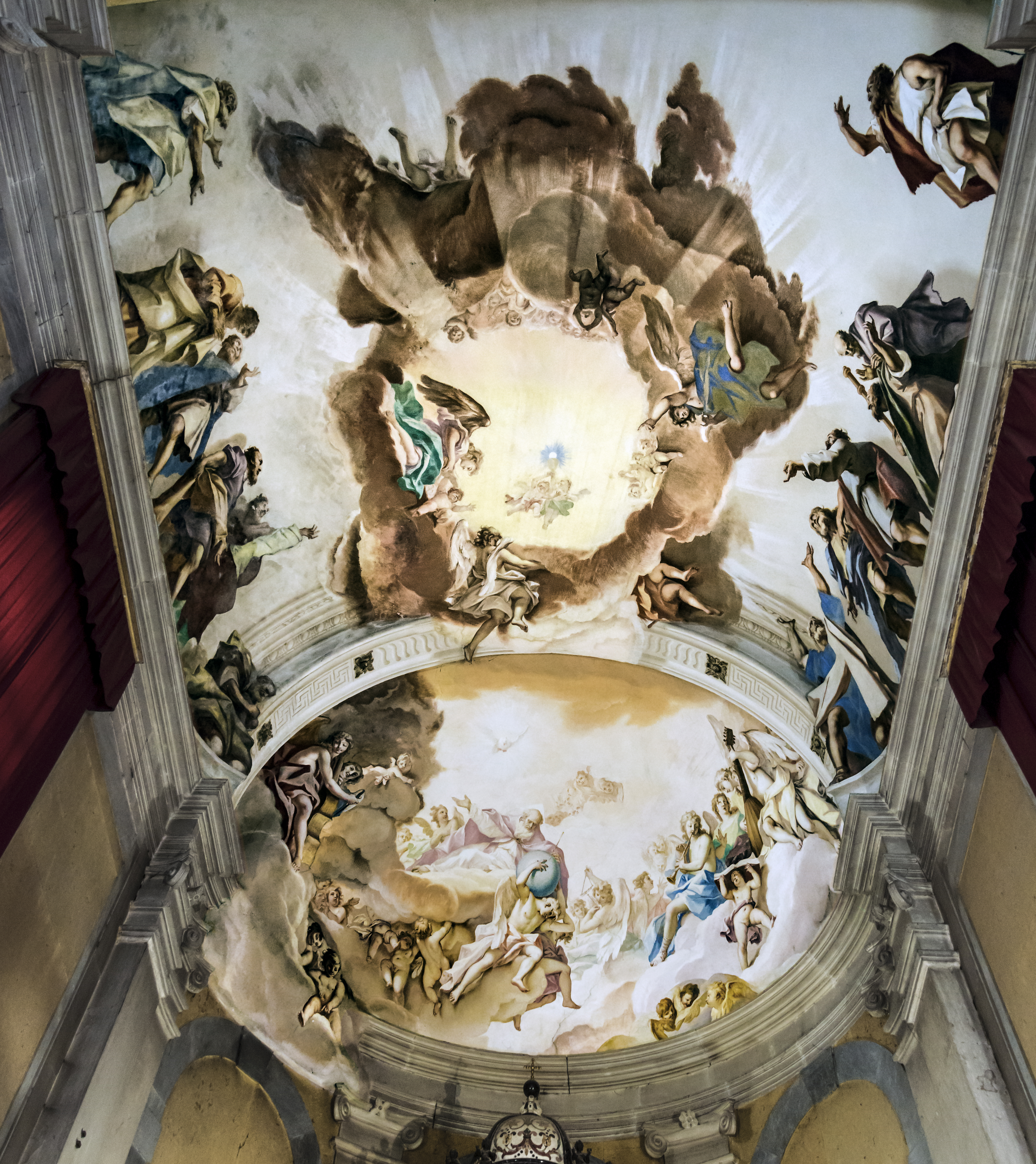
Chapelle du Saint-Sacrement, église Sainte-Justine, Padoue

L'adoration eucharistique ne peut se concevoir comme un acte privé, même lorsqu'une personne se trouve seule devant le Saint-Sacrement dans le cadre d'un relais d'adorateurs. En effet, l'union à l'amour trinitaire passe par l'offrande de sa vie propre, la communion avec toute la communauté des croyants et la solidarité avec tout homme. C'est ainsi que l'adoration eucharistique manifeste l'impact du sacrement de l'Eucharistie sur la vie de l'Église. Ce thème a notamment été développé dans l'encyclique Ecclesia de Eucharistia du pape Jean-Paul II, qui souligne « L'Adoration est d'une valeur inestimable dans la vie de l'Église. ».
À la suite de cette encyclique, les papes Jean-Paul II et Benoît XVI encourageront plusieurs fois l'ouverture de lieux d'adoration au moins dans les zones les plus peuplées, en maintenant le lien avec la célébration de l'Eucharistie : « Il est vivement recommandé que [...] l’évêque diocésain désigne une église pour l’Adoration perpétuelle, dans laquelle cependant la sainte messe sera célébrée fréquemment, en même, si possible, chaque jour... ».
La remise à l'honneur de l'adoration eucharistique est souvent citée parmi les outils de la nouvelle évangélisation. L'accent est en effet mis sur la nécessité d'ancrer cette démarche d'évangélisation sur une vie de prière riche, et de la centrer sur la figure du Christ.

### Adoration réparatrice et renouvellement spirituel
D'après le pape Benoit XVI, la cause principale de la crise post-conciliaire de 1968 à 1975 fut la réduction de l'importance accordée au culte eucharistique dans la liturgie. L'adoration eucharistique devient un axe pastoral important pour le renouveau de la vie paroissiale : « Combien est bienfaisante la redécouverte de l'Adoration eucharistique par de nombreux chrétiens… L'humanité a grand besoin de redécouvrir ce sacrement, source de toute espérance ! Remercions le Seigneur pour toutes les paroisses où à côté de la messe on éduque les fidèles à cette adoration ».
C'est ainsi que, comme remède spirituel au scandale des cas d'abus sexuels sur mineurs dans l'Église catholique et à leur gestion désastreuse par la hiérarchie épiscopale de ce pays, Benoît XVI appelle le pays à se purifier par la pénitence, et demande notamment la redécouverte du sacrement de pénitence et de réconciliation, de la prière fervente, et des temps d'adoration eucharistique.

### Quelques encycliques et lettres apostoliques sur l'Eucharistie
- Ecclesia de Eucharistia : « L'Église vit de l'Eucharistie », 2003, Jean Paul II
- Dominicae Cenae : « Le mystère et le culte de la sainte Eucharistie », 1980, Jean-Paul II, Voir la lettre encyclique
- Mysterium Fidei : « La doctrine et le culte de la Sainte Eucharistie », 1965, Paul VI
- Mirae Caritatis : « L'admirable trésor », 1902, Léon XIII, Voir l'encyclique en anglais
- Sacramentum Caritatis : Le Sacrement de l'amour, Benoît XVI, 2007 Exhortation Apostolique Post-synodale Sacramentum Caritatis